# تازه‌کنداغبلاغ
تازه‌کنداغبلاغ، روستایی از توابع بخش باروق شهرستان میاندوآب در استان آذربایجان غربی ایران است.

## جمعیت
این روستا در دهستان آجرلوی غربی قرار دارد و براساس سرشماری مرکز آمار ایران در سال ۱۳۸۵، جمعیت آن زیر سه خانوار بوده‌است.